# 46 Long
"46 Long" je druga epizoda HBO-ove televizijske serije Obitelj Soprano. Napisao ju je David Chase, režirao Dan Attias, a originalno je emitirana 17. siječnja 1999.

## Radnja
Brendan Filone i Christopher pokrenuli su unosan posao otimanja kamiona. Otimaju pošljku DVD playera od Comley Trucka i napadaju vozača na njegov nagovor kako bi on izbjegao sumnju. Dostavljaju playere Tonyju, Silviju i Paulieju u Bada Bing, gdje je očit prezir koji Tony osjeća prema Brendanu. Tony kaže Chrisu kako mu se ne sviđa što Brendan uzima metamfetamine.
Chrisove i Brendanove aktivnosti uznemiruju Juniora Soprana, koji prima novac za zaštitu vozila Comley Truckinga. Nakon Juniorova sastanka s izvršnim šefom, Jackiejem Aprileom, Sr., i Tonyjem Sopranom, prigovori im za Brendanovo i Chrisovo labilno ponašanje i njihove otmice. Otkriva se kako Jackie boluje od raka i namjerava imenovati nasljednika. Nakon što Tony ode, Junior se požali Jackieju o Tonyjevu odnosu prema svojoj majci, Liviji. Tony kasnije prenosi Juniorovu poruku Chrisu u Satriale'su. Chris se požali Tonyju što nije primljen u mafiju, uzevši u obzir njegovu ulogu u nedavnom poslu. Brendan uvrijedi Tonyja uvrijedivši Jackieja što natjera Tonyja da ga doslovno izbaci. Tony uzima Chrisov honorar od 15.000 dolara i spremi sebi 5.000, a ostalih 10.000 proslijedi Junioru ne rekavši ništa Chrisu i Brendanu.
Brendan i Chris, obojica nafiksani, ogluše se na naredbe i isplaniraju još jednu pljačku, ovaj put talijanskih odijela svrativši te večeri u klub. Međutim, nakon što Brendan stiže kako bi pokupio svoga partnera, trijezni i promišljeni Christopher odlučuje propustiti posao. Brendan, s druge strane, opet nafiksan, izvede novu pljačku s Antjuanom i Special K. Nakon što mu zaprijete, vozač kamiona izađe iz kamiona. Special K slučajno ispusti svoj pištolj koji opali i ubije vozača odbijenim metkom. Dvojac pobjegne s mjesta nesreće, a Brendan ostaje sam psujući u strahu što bi se moglo dogoditi.
Nakon što Tony to sazna od Chrisa, kaže svom nećaku i Brendanu da moraju vratiti kamion Comleyju i nadoknaditi štetu, ali tek nakon što njegova ekipa uzme nekoliko odijela.
Pussy i Paulie bivaju poslani kako bi pronašli ukradeni automobil A. J.-eve profesorice. Pronalaze kradljivca, ali ne i auto što ih natjera da ukradu drugo kako bi ga zamijenili. Nakon što profesorica dobije potpuno novo auto, misleći kako je staro, A.J. spominje kako je njegov otac junak. Međutim, profesorica ostaje zbunjena zašto je boja još svježa, unutrašnjost drugačije boje, a i ključ iako su registracijske oznake jednake.
Nakon požara u Livijinoj kuhinji, izazvan njezinom nepažnjom, Carmela sugerira kako bi trebala živjeti s drugima te čak ponudi Liviji da se preseli svojoj obitelji. Livia odbije i počne jadikovati o gubitku svojeg muža "sveca". Tony unajmi trinidadsku medicinsku sestru kako bi se skrbila za nju. Livia prigovori Tonyju kako sestra krade, na što sestra daje otkaz. Livia odvozi svoju prijateljicu Fanny kući i slučajno je sruši pokušavajući izaći s prilaza. Njezini liječnici kažu kako više ne može živjeti sama, a Tony je smjesti u starački dom Green Grove. Posjećujući njezinu kuću kako bi spremio njezine stvari, Tony doživljava još jedan napad panike.
Tonyjeva se terapija nastavlja, a ovaj put razgovara o svojoj majci. Osjeća krivnju jer nije spreman pustiti majku da živi s njegovom obitelji. Melfi mu pokuša pokazati kako je njegova majka teška osoba, koristeći Livijin odnos s Tonyjevim sestrama i manjak sretnih uspomena iz djetinjstva. Tony kaže kako krivi Carmelu jer je spriječila njegovu majku da živi s njima. Tony odbije prebaciti krivnju za situaciju na svoju majku. Na drugom sastanku, Melfi natjera Tonyja da prizna da osjeća bijes prema svojoj majci, a on izleti.
Barmen u Bada Bingu Georgie Santorelli zbunjen je telefonskim sustavom, na isti način kao i Livia. Tony se izritira i pretuče ga telefonskim kućištem, pokazujući bijes za koji ga je dr. Melfi upozorila da bi se mogao pojaviti ako ne prizna osjećaje krivnje prema svojoj majci.

## Prva pojavljivanja
- Brendan Filone: Christopherov prijatelj ovisnik i partner u kriminalu. Iznimno je nemaran, ali i svjestan Tonyjeve moći te se nada kako će se uz Christophera probiti u mafiji.
- Jackie Aprile, Sr.: Izvršni šef obitelji DiMeo. Sastaje se s Tonyjem i Juniorom u Satriale'su kako bi razgovarali o njegovu raku i trenutnoj poziciji.
- Georgie Santorelli: Barmen u Bada Bingu čije neshvaćanje telefonskih funkcija uzrujava Tonyja. U nekoliko će sjedećih epizoda postati meta Tonyjeva bijesa.
- Mikey Palmice: Juniorov vozač i ubojica koji se iznimno ne sviđa Tonyju.

## Glavni glumci
- James Gandolfini kao Tony Soprano
- Lorraine Bracco kao Dr. Jennifer Melfi
- Edie Falco kao Carmela Soprano
- Michael Imperioli kao Christopher Moltisanti
- Dominic Chianese kao Corrado Soprano, Jr.
- Vincent Pastore kao Big Pussy Bonpensiero
- Steven Van Zandt kao Silvio Dante
- Tony Sirico kao Paulie Gualtieri
- Robert Iler kao Anthony Soprano, Jr.
- Jamie-Lynn Sigler kao Meadow Soprano
- Nancy Marchand kao Livia Soprano

## Umrli
- Hector Anthony: ubijen kad je partner Brendana Filonea, Special K, slučajno ispustio svoj pištolj.

## Naslovna referenca
- Kamion koji Brendan Filone otima prevozi dizajnerska odijela. Naslov se odnosi na veličinu odijela.

## Produkcija
- Ovo je jedina epizoda u kojoj se prije uvodne špice pojavljuje uvodna scena.
- Istražujući nestali automobil A.J.-eve profesorice, Big Pussy dobacuje komentar "fuckin' Rockford over here". David Chase bio je dugogodišnji scenarist i producent serije The Rockford Files.

## Poveznice s budućim epizodama
- Fanny se vraća u epizodi treće sezone "Proshai, Livushka" kad dolazi na Livijin pogreb. Iako ju je Livia pregazila i prikovala za kolica, Fanny je jedina osoba na okupljanju koja ima lijepe riječi za pokojnicu.
- Tony u ovoj epizodi tijekom uvodne svađe s Livijom koristi frazu "always with the drama". A.J. koristi istu frazu tijekom razgovora s roditeljima u posljednjoj epizodi, "Made in America". Nekoliko drugih likova, uključujući Tonyjeva oca koristi frazu tijekom serije.

## Glazba
- Pjesma iz odjavne špice je "Battle Flag" sastava Pigeonhed.

## Vanjske poveznice
- 46 Long u internetskoj bazi filmova IMDb-a
- Serijalin retrovizor: The Sopranos 1x02 - 46-Long Marko Đurđević, Serijala.com, 4. kolovoza 2015.
- (engl.) The Sopranos: "46 Long"/"Denial, Anger, Acceptance" Todd VanDerWerff, A.V. Club.com, 9. lipnja 2010.
- (engl.) 'The Sopranos' Rewind: Season 1, Episode 2: '46 Long'  Arhivirana inačica izvorne stranice od 14. listopada 2015. (Wayback Machine) Alan Sepinwall, HitFix.com, 10. lipnja 2015.